# テングコウモリ
テングコウモリ（天狗蝙蝠、学名：Murina hilgendorfi）は、哺乳綱コウモリ目（翼手目）ヒナコウモリ科テングコウモリ属に分類されるコウモリの一種。中国などに分布する M. leucogaster と同種とする意見もあり、その場合は亜種ニホンテングコウモリ M. leucogaster hilgendorfi として扱われる。

## 分布
日本の固有種で、北海道・本州・四国・九州に分布する。本来は樹洞をねぐら（昼間の隠れ家）としているが、大木が激減して樹洞が消失した環境では洞窟を昼間の隠れ家とする場合もあり、洞窟で確認されることも多い。また、ときに建造物に生息する。

## 形態
前腕長41 - 46 mm、頭胴長59 - 73 mm、尾長36 - 47 mm、体重9 - 15 g。鼻孔は管状に突出し、耳介は卵円形、耳珠は細長く先端がとがる。天狗の鼻のような管状の鼻孔が名前の由来になっている。体毛は羊毛状、腿間膜（たいかんまく）は上下面とも毛を密生する。体上面は灰汁（あく）色で、銀色に光る長い上毛がまばらに生え、下面は淡オリーブ灰色。翼が幅広く、比較的低空を飛翔（ひしょう）する。

## 生態
他のコウモリ類のように大きな群れを形成することは少なく、単独または数頭の群れで生活することが多い、夕方早く飛び出しカブトムシやガなどの昆虫を食べる虫食性の種である。洞窟で多数の遺骸（いがい）が発見されたことがある。

## 分類
近縁種として日本には、本種より小形で鼻孔が突出し、毛色が金色に近いコテングコウモリが北海道、本州、対馬などに、中形で腿間膜に毛がなく枯れ葉色のクチバテングコウモリが対馬に分布する。1920年（大正9年）に屋久島からコテングコウモリとして記録されたものは、後者と思われる。なお、インド北東部、中国、樺太（からふと）（サハリン）などには近縁のキタテングコウモリ M. leucogaster を産する。